# 현포보수로및중건불망비
현포보수로 및 중건불망비 (玄圃洑水路 - 重建不忘碑)는 대한민국 전북특별자치도 순창군 동계면에 있는, 1736년 참판 김원보의 지휘로 만들어진 보와 수로, 그리고 수리 시설 개선으로 가뭄을 방지한 김원보에게 고마움의 표시로 백성들이 세운 불망비이다.